# Oreophryne notata
Oreophryne notata är en groddjursart som beskrevs av Richard G. Zweifel 2003. Oreophryne notata ingår i släktet Oreophryne och familjen Microhylidae. IUCN kategoriserar arten globalt som otillräckligt studerad. Inga underarter finns listade i Catalogue of Life.